# Alignement du Bois de la Folie
L'alignement du Bois de la Folie est un alignement mégalithique situé à Renac dans le département français d'Ille-et-Vilaine.

## Protection
L'édifice est inscrit au titre des monuments historiques en 2016.

## Description
L'alignement est composé de quatre menhirs qui suivent un axe orienté nord-sud. Le menhir, le plus au nord, est couché. Il mesure 2,30 m de long pour 1,50 m de large et 1,40 m d'épaisseur. À 5 m au sud de ce premier menhir, celui situé au centre de l'alignement est dénommé la Pierre Rouge. C'est un bloc de quartzite de 4 m de haut pour une largeur de 4,10 m et une épaisseur de 1,60 m. Il serait enfoncé sur 2 m de profondeur. Sa forme s'apparente à « deux trapèzes de hauteur inégales soudées par leur grande base ». Sa face ouest comporte à environ 2,10 m de haut, une cupule.
De part et d'autre, à environ 2 m de distance se trouvent deux autres menhirs. Le premier est debout, il mesure 2 m de hauteur pour 2,50 m de largeur et 1,20 m d'épaisseur. Le second est couché, il mesure 2,30 m de longueur pour 1,50 m de largeur et 1,40 m d'épaisseur.
À environ 17 m à l'est de cet alignement, il existe un quatrième menhir renversé en quartz blanc qui mesure 2,70 m de long pour 2,60 m de large et 1 m d'épaisseur).